# Monterosso al Mare
Monterosso al Mare (en ligure : Monterósso) est une commune italienne située dans la province de La Spezia, en région de Ligurie. Il s'agit de l'une des localités qui constituent les Cinque Terre.

## Géographie

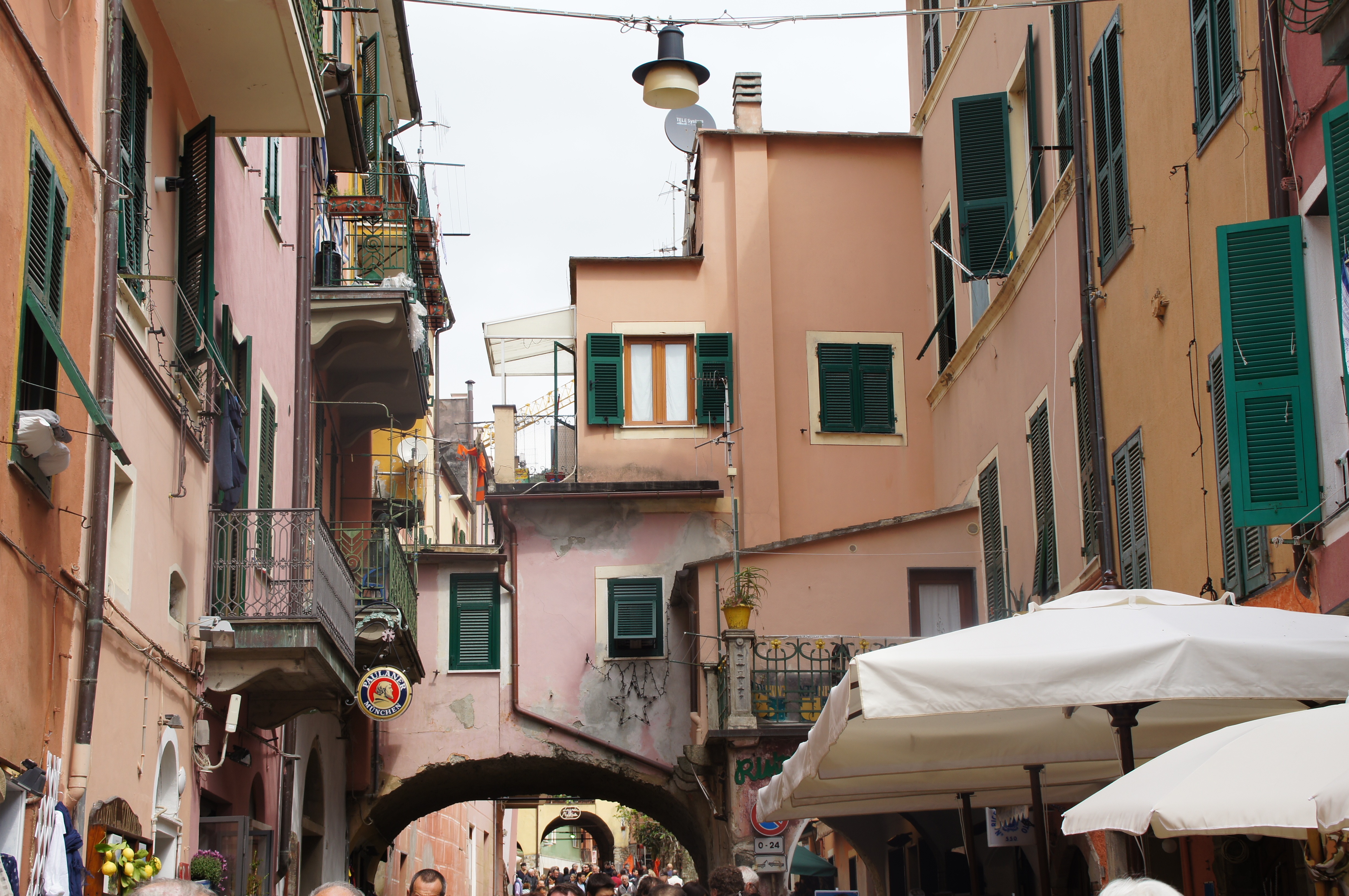
Via Roma.

Monterosso al Mare est le bourg le plus occidental du territoire des Cinque Terre. Il est situé au centre d'un petit golfe. Le vieux hameau conserve toujours le caractère médiéval originaire avec ses case-torri (maisons-tours) et carruggi (ruelles étroites). L'une des anciennes tours défensives, transformée en campanile, abrite aujourd'hui la cloche de l'église Saint Jean Baptiste.
À l'ouest de la commune, se trouve la plus grande et la plus fréquentée des plages du littoral des Cinque Terre[réf. nécessaire]. Les communes limitrophes sont Levanto, Pignone et Vernazza. Monterosso al Mare est desservie par la gare de Monterosso sur la ligne ferroviaire de Gênes à Pise, permettant notamment l'acheminement des touristes depuis la gare centrale de La Spezia.

## Économie
L'économie de la commune repose essentiellement sur le tourisme, principalement en haute saison.

## Administration
| Période                                  | Période      | Identité               | Étiquette                     | Qualité |
| ---------------------------------------- | ------------ | ---------------------- | ----------------------------- | ------- |
| 24 avril 1995                            | 14 juin 2004 | Mario Antonio Consonni | Liste civique (centre)        |         |
| 14 juin 2004                             | 26 mai 2014  | Angelo Maria Betta     | Liste civique (centre droit)  |         |
| 26 mai 2014                              | En fonction  | Emanuele Moggia        | Liste civique (centre gauche) |         |
| Les données manquantes sont à compléter. |              |                        |                               |         |

## Jumelage
- Saint-Genès-Champanelle (France), depuis 2003.

## Galerie

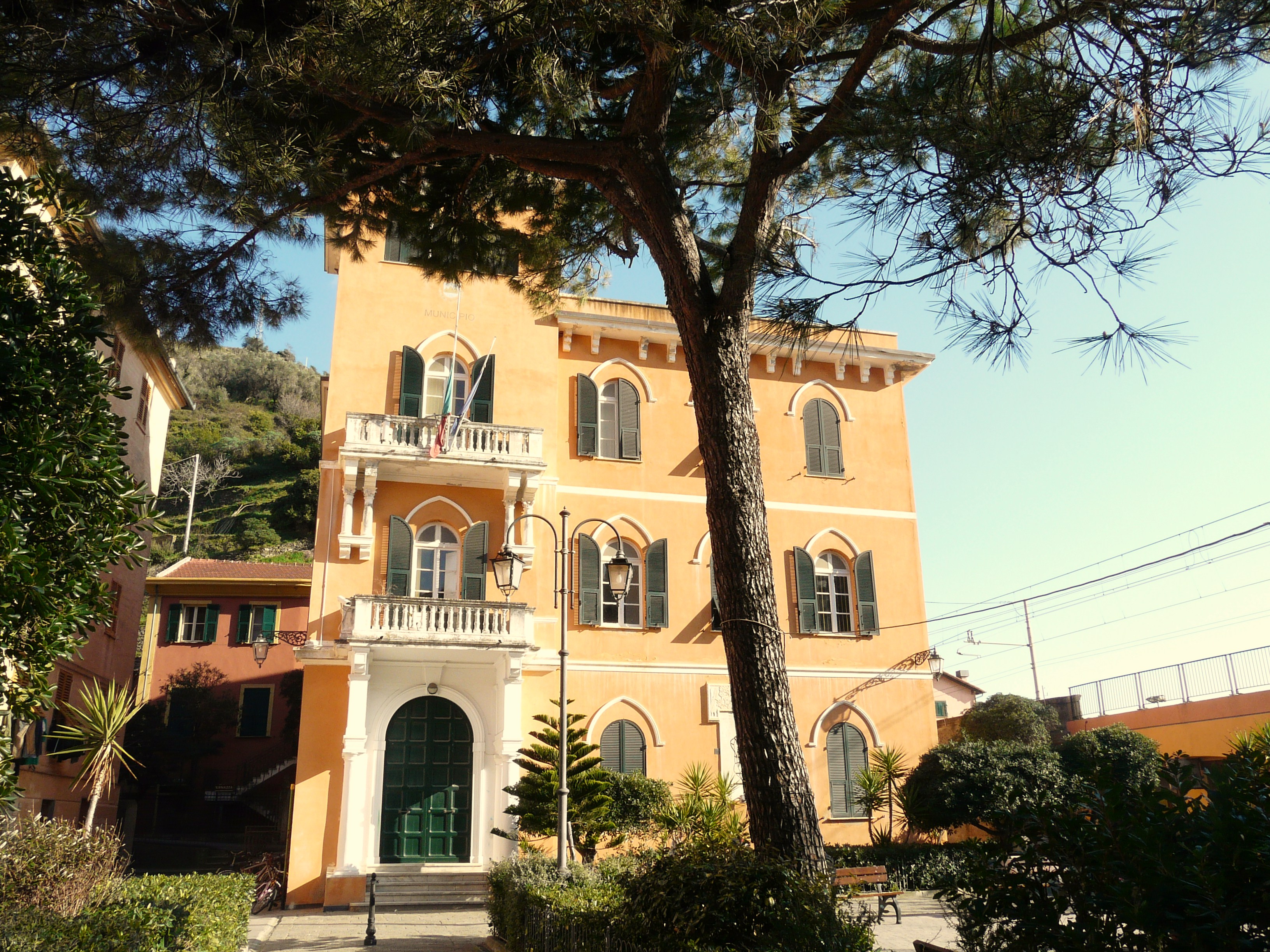
Hôtel de ville.
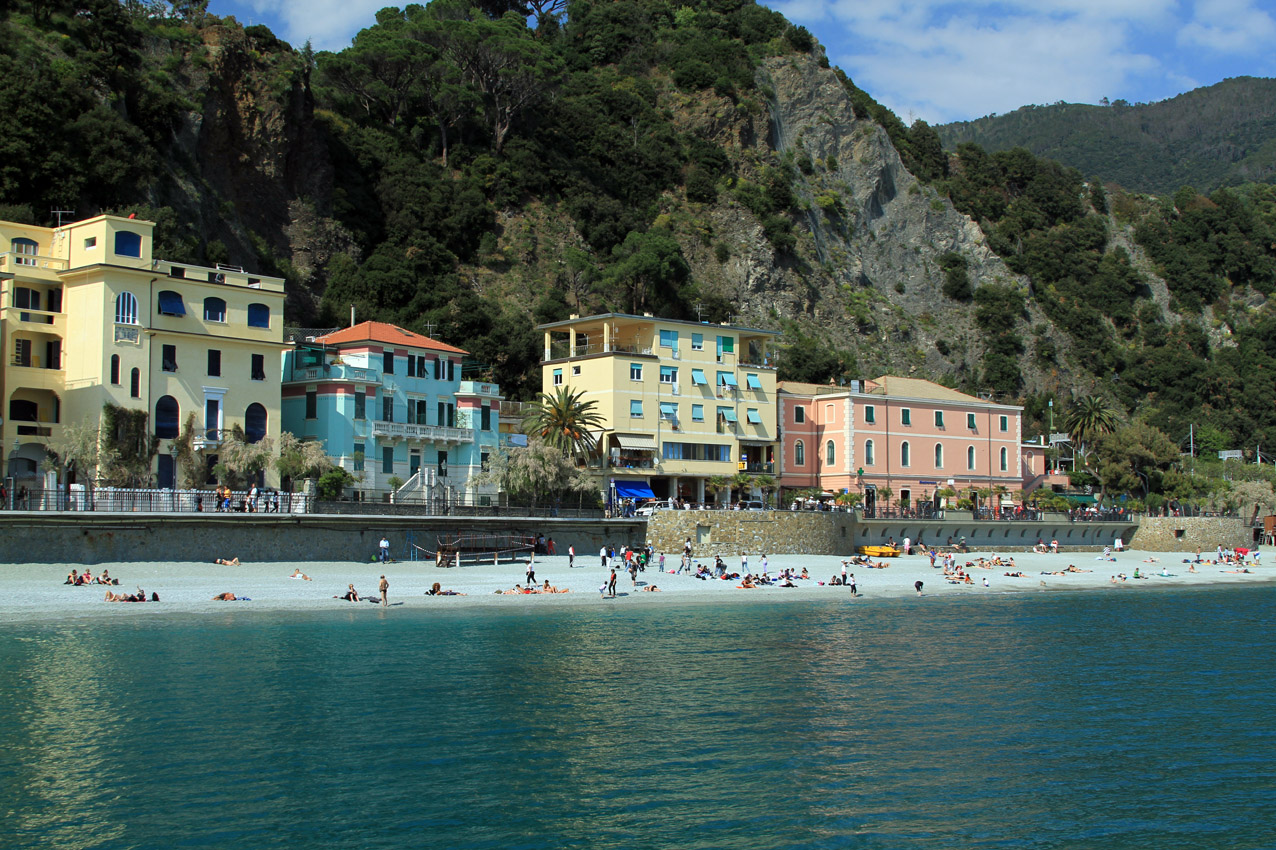
Partie septentrionale de la commune.
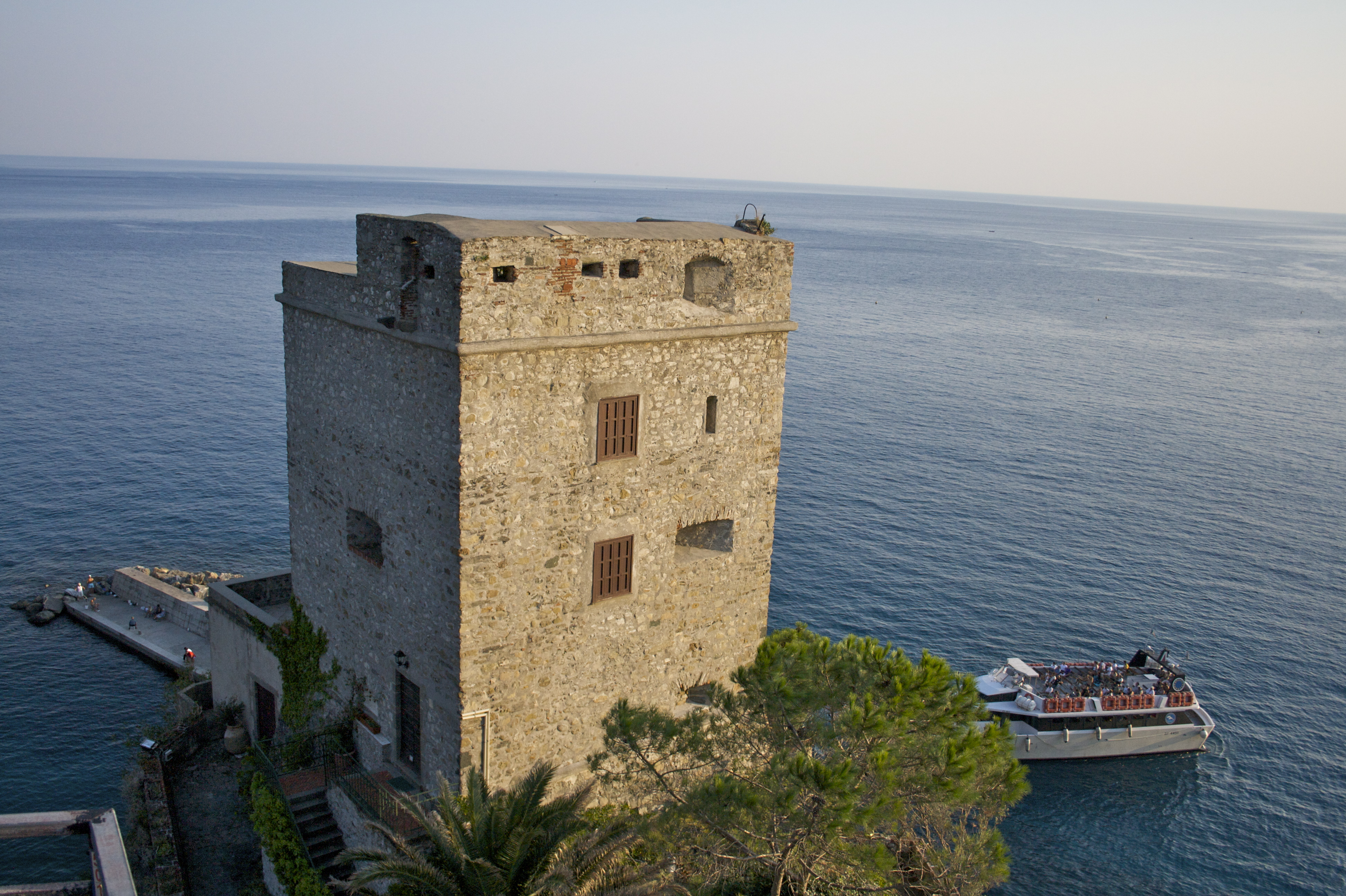
Torre Aurora.

## Personnalités
- Fiorella Farinelli (1943-), syndicaliste, femme politique et essayiste, est née à Monterosso al Mare.